# Professional Fighters League
Professional Fighters League (PFL), tidligere World Series of Fighting (WSOF), er et amerikansk MMA-promoveringsfirma. Organisationen blev dannet i 2018 efter opkøbbet af World Series of Fighting, et andet amerikansk MMA-promoveringsfirma, der havde sit første stævne i 2012. I 2023 blev Bellator MMA, der i mange år havde været hovedkonkurrenten af verdens største MMA-firma, UFC, opkøbt af PFL, og er sidenhen blevet en integreret del af organisationen. I dag er PFL det næststørste MMA-promoveringsfirma på verdensplan, kun overgået af UFC.
PFL benytter sig af årlige sæsoner og et turneringsformat, hvor otte kæmpere i hver vægtklasse konkurrerer hver sæson i en kvartfinale, semifinale og en endelig finale. Ved at vinde alle kampe får finalevinderen indenfor hver vægtklasse en halv million amerikanske dollar. Denne opbygning adskiller sig fra andre MMA-organisationer, der i stedet kører på en helårsbasis, hvor man kæmper sig opad ranglisten for at kæmpe mod den nuværende mester. Efter opkøbet af konkurrenten Bellator MMA har PFL dog givet Bellator-mestrene helårs PFL-titler, som kæmpes for uden et turneringsformat. Derudover afholder PFL såkaldte "Superfights", hvor store navne indenfor MMA kæmper om en superfight-titel uden et turneringsformat.

## Regler
PFL's kampe følger de 'Unified Rules of Mixed Martial Arts', som er standarden for amerikanske MMA-kampe. PFL forbød oprindeligt alle albueangreb, da de medførte større risiko for sår, hvilket ville påvirke sæsonformatet, hvis en vinder blev for skadet. Efter mange år med denne regel blev det i januar 2025 annonceret af formanden, Donn Davis, at albueangreb fremover ville være tilladt i alle PFL kampe.
Alle PFL kampe afholdes i et 10-sidet bur som organisationen kalder 'SmartCage', i stedet for et traditionelt 8-sidet bur.

## Mestre
I PFL er kæmpes/er der blevet kæmpet i de følgende vægtklasser. 
- Sværvægt: 93,0 - 120,2 kg (205 - 265 lbs)

- Letsværvægt: 83,9 - 93,0 kg (185 - 205 lbs)

- Mellemvægt: 77,1 - 83,9 kg (170 - 185 lbs)

- Weltervægt: 70,3 - 77,1 kg (155 - 170 lbs)
- Letvægt: 65,8 - 70,3 kg (145 - 155 lbs)
- Letvægt (kvinder): 65,8 - 70,3 kg (145 - 155 lbs)
- Fjervægt: 61,2 - 65,8 kg (135 - 145 lbs)
- Fjervægt (kvinder): 61,2 - 65,8 kg (135 - 145 lbs)
- Bantamvægt: 56,7 - 61,2 kg (125 - 135 lbs)
- Fluevægt (kvinder): 52,2 - 56,7 kg (115 - 125 lbs)

### Turneringer

#### Verdensturneringsmestre
| Sæson | Sværvægt         | Letsværvægt               | Mellemvægt   | Weltervægt             | Letvægt               | Fjervægt          | Bantamvægt      |
| ----- | ---------------- | ------------------------- | ------------ | ---------------------- | --------------------- | ----------------- | --------------- |
| 2018  | Philipe Lins     | Sean O'Connell            | Louis Taylor | Magomed Magomedkerimov | Natan Schulte         | Lance Palmer      | —               |
| 2019  | Ali Isayev       | Emiliano Sordi            | —            | Ray Cooper III         | Natan Schulte         | Lance Palmer      | —               |
| 2021  | Bruno Cappelozza | Antônio Carlos Júnior     | —            | Ray Cooper III         | Raush Manfio          | Movlid Khaybulaev | —               |
| 2022  | Ante Delija      | Rob Wilkinson             | —            | Sadibou Sy             | Olivier Aubin-Mercier | Brendan Loughnane | —               |
| 2023  | Renan Ferreira   | Impa Kasanganay           | —            | Magomed Magomedkerimov | Olivier Aubin-Mercier | Jesus Pinedo      | —               |
| 2024  | Denis Goltsov    | Dovletdzhan Yagshimuradov | —            | Shamil Musaev          | Gadzhi Rabadanov      | Timur Khizriev    | —               |
| 2025  | TBD              | TBD                       | TBD          | Thad Jean              | Alfie Davis           | Movlid Khaybulaev | Marcirley Alves |

| Sæson | Letvægt (k)     | Fjervægt (k)    | Fluevægt (k)    |
| ----- | --------------- | --------------- | --------------- |
| 2018  | —               | —               | —               |
| 2019  | Kayla Harrison  | —               | —               |
| 2021  | Kayla Harrison  | —               | —               |
| 2022  | Larissa Pacheco | —               | —               |
| 2023  | —               | Larissa Pacheco | —               |
| 2024  | —               | —               | Dakota Ditcheva |
| 2025  | —               | —               | Liz Carmouche   |

#### Europaturneringsmestre
| Sæson | Letsværvægt | Weltervægt     | Letvægt       | Bantamvægt            | Fluevægt (k)       |
| ----- | ----------- | -------------- | ------------- | --------------------- | ------------------ |
| 2023  | Jakob Nedoh | —              | Jakub Kaszuba | Khurshed Kakhorov     | Dakota Ditcheva    |
| 2024  | —           | Florim Zendeli | Jakub Kaszuba | Lewis McGrillen-Evans | Paulina Wiśniewska |
| 2025  | —           | —              | TBD           | TBD                   | —                  |

#### Afrikaturneringsmestre
| Sæson | Sværvægt | Weltervægt | Fjervægt | Bantamvægt |
| ----- | -------- | ---------- | -------- | ---------- |
| 2025  | TBD      | TBD        | TBD      | TBD        |

#### MENA-turneringsmestre (Mellemøsten og Nordafrika)
| Sæson | Weltervægt      | Letvægt              | Fjervægt            | Bantamvægt |
| ----- | --------------- | -------------------- | ------------------- | ---------- |
| 2024  | Omar El Dafrawy | Mohsen Mohammadseifi | Abdullah Al-Qahtani | Ali Taleb  |
| 2025  | TBD             | TBD                  | TBD                 | TBD        |

### Ikke-tuneringer

#### Mestre
| Vægtklasse  | Mester               | Kamphistorik | Siden           | Titelforsvar |
| ----------- | -------------------- | ------------ | --------------- | ------------ |
| Letsværvægt | Corey Anderson       | 19-6-0, 1 NC | 13. august 2025 | 0            |
| Mellemvægt  | Costello van Steenis | 17-3-0       | 19. juli 2025   | 0            |
| Letvægt     | Usman Nurmagomedov   | 19-0-0, 1 NC | 13. august 2025 | 0            |

#### Superfightmestre
| Vægtklasse   | Mester          | Kamphistorik | Siden            | Titelforsvar |
| ------------ | --------------- | ------------ | ---------------- | ------------ |
| Sværvægt     | Francis Ngannou | 18-3-0       | 19. oktober 2024 | 0            |
| Fjervægt (k) | Cris Cyborg     | 28-2-0, 1 NC | 19. oktober 2024 | 0            |